# Cornelius Kragh Aastrup
Cornelius Kragh Aastrup (født 5. maj 1995) er en dansk håndboldspiller, der spiller for KIF Kolding. Han er opvokset i Gentofte ved København og har spillet alle sine ungdomsår i Hellerup Idrætsklub, HIK.
Fra 2022-2025 spillede han for Dunkerque Handball Grand Littoral i den bedste franske herreliga, Starligue
Fra 2021-2022 spillede han for Fredericia Håndbold.
Fra 2018-2021 spillede han for Skanderborg Aarhus Håndbold, hvor han i 2019 og 2020 var holdets topscorer.
Fra 2016 til 2018 spillede han for Skjern Håndbold, med hvem han blev Dansk Mester (2018), pokalvinder (2017) og nåede kvartfinalen i Champions Leaque Arkiveret 12. februar 2018 hos  Wayback Machine. (2018)
Fra 2014-2016 spillede han for Nordsjælland Håndbold, og var i begge sæsoner klubbens topscorer med hhv. 177 mål (topscorer i 1. division) og 150 mål (Herreligaen).
I 2015 blev han valgt til årets mandlige 1. divisionsspiller i Håndboldspillerforeningens kåring.

## Landshold
Cornelius Kragh Aastrup debuterede 7. November 2015 på Udviklingslandsholdet, og vandt VM-sølv med U21-landsholdet i Brasilien i 2015 [3]. 